# Byôbu Nagaone
Byôbu Nagaone (japanisch びょうぶ長尾根 Byōbu-nagaone, deutsch ‚Windwandgrat‘) ist ein 3 km langer und über 200 m hoher Gebirgskamm im ostantarktischen Königin-Maud-Land. Er ragt am südwestlichen Ausläufer der Belgica Mountains auf.
Japanische Wissenschaftler erstellten 1976 Luftaufnahmen, nahmen zwischen 1979 und 1980 Vermessungen vor und benannten ihn im Jahr 1981.